# فلیکس (بازیکن فوتبال)
فلیکس (پرتغالی: Félix; ۲۴ دسامبر ۱۹۳۷ – ۲۴ اوت ۲۰۱۲) بازیکن و مربی فوتبال اهل برزیل بود.
از باشگاه‌هایی که در آن بازی کرده است می‌توان به باشگاه ورزشی پورتوگیزا و باشگاه فوتبال فلومیننزه اشاره کرد.
وی همچنین در تیم ملی فوتبال برزیل بازی کرده است.